# Cristina De Luca
Cristina De Luca (Roma, 24 marzo 1954) è una politica italiana.

## Biografia
Laureata in Scienze Biologiche, si è occupata di formazione e cooperazione internazionale, sia in Italia che all'estero, facendo parte di numerose associazioni non governative come il Movimento laici America latina e la Federazione degli organismi di volontariato internazionale, per la quale ha realizzato e coordinato progetti in Africa ed America Latina.
Dal 1998 ha lavorato presso l'Agenzia per la preparazione del Giubileo e poi nel 2000, in qualità di vicedirettore del Centro del Volontariato per l'Accoglienza Giubilare, ha organizzato e coordinato le attività di sostegno ai pellegrini.
Vice-direttrice del Consorzio per la formazione internazionale di Roma dal giugno 2003 al maggio 2006, dal 2002 fa parte della Margherita, di cui è stata responsabile del dipartimento solidarietà. Ex responsabile giovanile dell'AGESCI, dal 18 maggio del 2006 ha fatto parte del secondo governo Prodi in qualità di sottosegretario di stato al Ministero della solidarietà sociale.
Prima di cinque figlie, ha quattro nipoti.
Il 15 febbraio 2012 viene proclamata senatrice della repubblica, in sostituzione del Sen. Mario Gasbarri, deceduto. Aderisce al gruppo Per il Terzo Polo (Api,Fli) del Senato dopo la sua adesione al progetto politico di Alleanza per l'Italia di Francesco Rutelli.